# (27249) 1999 WO8
(27249) 1999 WO8 est un astéroïde de la ceinture principale découvert en 1999.

## Description
(27249) 1999 WO8 a été découvert le 28 novembre 1999 à l'observatoire de Gnosca (Italie) par Stefano Sposetti.

### Caractéristiques orbitales
L'orbite de cet astéroïde est caractérisée par un demi-grand axe de 2,37 UA, un périhélie de 2,11 UA, une excentricité de 0,11 et une inclinaison de 6,21° par rapport à l'écliptique. Du fait de ces caractéristiques, à savoir un demi-grand axe compris entre 2 et 3,2 UA et un périhélie supérieur à 1,666 UA, il est classé, selon la JPL Small-Body Database, comme objet de la ceinture principale.

### Caractéristiques physiques
(27249) 1999 WO8 a une magnitude absolue (H) de 14,7 et un albédo estimé à 0,488.